# Zack Fleishman
Zachary Rodin Fleishman, detto Zack (Santa Monica, 17 marzo 1980), è un ex tennista statunitense.